# Chevalier des Tuamotu
Prosobonia parvirostris
Cette espèce ne doit pas être confondue avec le Chevalier de Christmas (Prosobonia cancellata)
 (juin 2013).
Si vous disposez d'ouvrages ou d'articles de référence ou si vous connaissez des sites web de qualité traitant du thème abordé ici, merci de compléter l'article en donnant les références utiles à sa vérifiabilité et en les liant à la section « Notes et références ».
Espèce
Statut de conservation UICN

 EN B1ab(ii,iii,iv,v) : En danger
Le Chevalier des Tuamotu (Prosobonia parvirostris) est une espèce menacée d'oiseau limicole de la famille des Scolopacidae endémique des îles de l'archipel des Tuamotu en Polynésie française. Il est appelé titi aux Tuamotu, et kivi-kivi à Mangareva. L'une des plus importantes colonies se trouve sur l'atoll Morane.
Le Chevalier des Tuamotu ne doit pas être confondu avec son parent éteint, le Chevalier de Kiritimati (†Prosobonia cancellata), qui est une espèce distincte d'après la classification de référence du Congrès ornithologique international.

## Description
C'est un petit limicole (15,5 à 16,5 cm de long) à ailes courtes. Son plumage est brun moucheté avec les parties inférieures plus ou moins barrées. Son court bec pointu ressemble davantage à celui d'un passereau insectivore qu'à celui d'un limicole.
Cet oiseau présente deux phases de coloration et des intermédiaires. Les oiseaux pâles sont brun moyen dessus et blancs dessous avec des barres et des taches claires sur la poitrine et des stries blanchâtres sur la tête.
Ses iris sont bruns, son bec noirâtre, ses pattes et ses pieds de jaune sale à brun olive sombre. Ses doigts ne sont pas palmés.
Cette espèce ne présente pas de dimorphisme sexuel.

## Distribution
L'espèce est recensée aujourd'hui dans plusieurs atolls de la Polynésie, du nord-ouest au sud-est :
- Tahanea, Tuanake, Hiti and Tepoto Sud (Ofiti) dans les Îles Raevski ;
- Anuanuraro dans les Îles du Duc de Gloucester ;
- Nukutavake et Pinaki, entre les Îles Revski ;
- Morane, au sud du Groupe Actéon